# W. C. Fields

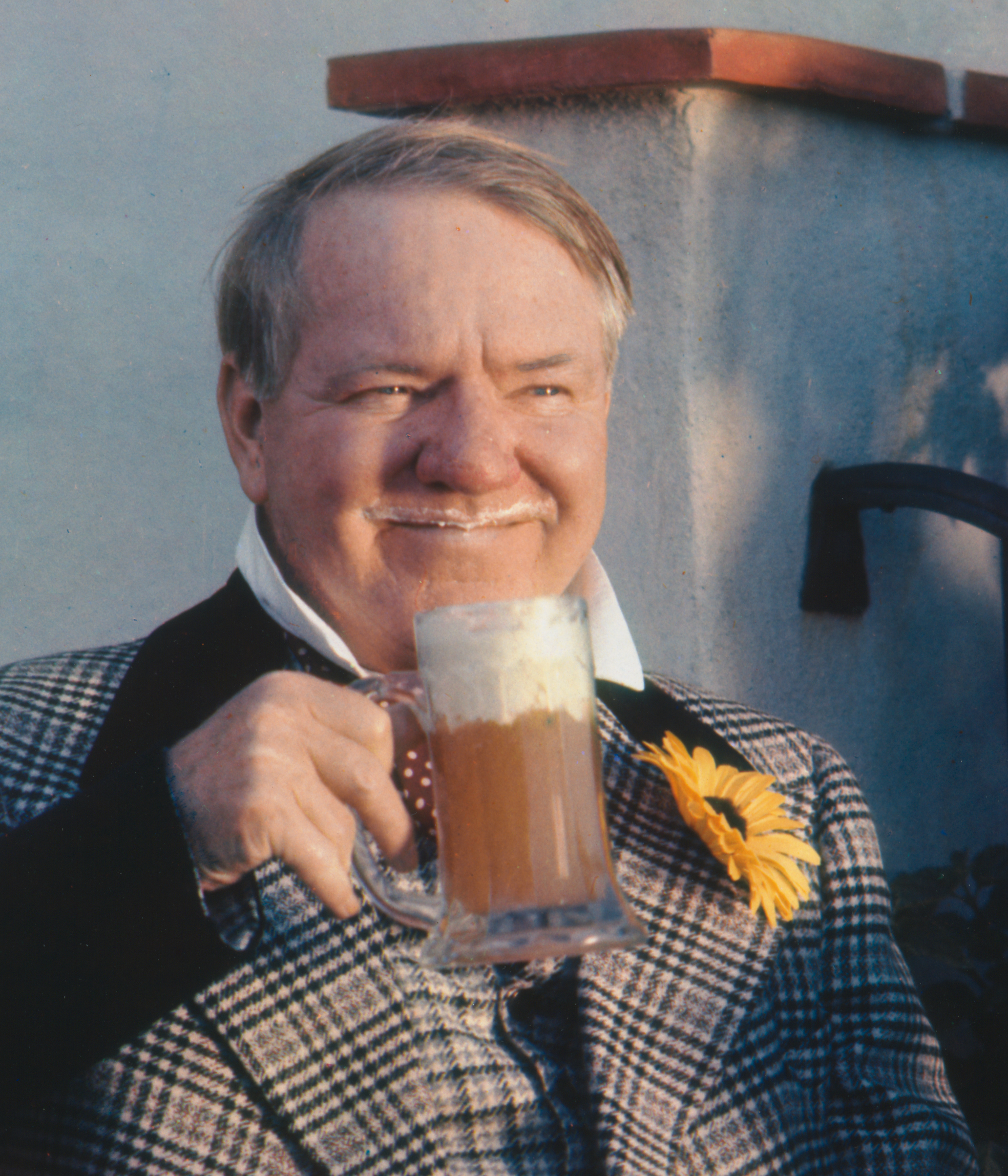
W. C. Fields (1938)

W. C. Fields (* 29. Januar 1880 in Philadelphia, Pennsylvania, als William Claude Dukenfield; † 25. Dezember 1946 in Pasadena, Kalifornien) war ein US-amerikanischer Schauspieler, Komiker, Drehbuchautor und Jongleur. Bekannt wurde er zur Jahrhundertwende als Unterhalter in Vaudeville-Shows sowie am Broadway, ehe er ab den 1920er-Jahren zum Star zahlreicher Filmkomödien avancierte. In seinen Rollen verkörperte Fields zumeist misanthropische und egoistische Familienväter mit einer Vorliebe für Alkohol. Seine Figuren hegten meist leidenschaftlichen Hass gegen ihr kleinbürgerliches Leben – nörgelnde Ehefrauen, nervige Kinder, Hunde, Nachbarn, den Beruf – und blieben gerade deshalb dem Zuschauer sympathisch. Er gehörte zeitlebens zu Amerikas beliebtesten Komikern.

## Leben

### Frühes Leben und Showkarriere
William Claude Dukenfield wurde 1880 als das älteste von fünf Kindern des englischen Immigranten James Dukenfield (1840–1913) geboren; seine Mutter Kate Felton (1854–1925) war wie Fields im US-Bundesstaat Pennsylvania zur Welt gekommen. Er entstammte einer einfachen Arbeiterfamilie, besuchte nur fünf Jahre die Schule und verließ diese, um seinem Vater bei dessen fahrendem Gemüsestand zu helfen. Die Beziehung zwischen Fields und seinem Vater war allerdings schwierig und er rannte regelmäßig von zu Hause davon. Mit 13 Jahren arbeitete er bereits eigenständig in einem Kleiderwarengeschäft sowie in einem Restaurant für Austern. Schon früh entdeckte Fields sein Talent als Jongleur, was ihm auch den Eintritt ins Showgeschäft ermöglichte. Im Jahr 1898 absolvierte er seine ersten Auftritte unter dem Künstlernamen W. C. Fields in Vaudeville-Shows. Er entwarf seine eigene Künstlerfigur, den „Eccentric Juggler“. Schnell feierte er Erfolge und tourte mit seinen Shows um die halbe Welt. In den Werbungen um 1900 wurde er zu dieser Zeit häufig als der „weltbeste Jongleur“ angekündigt.

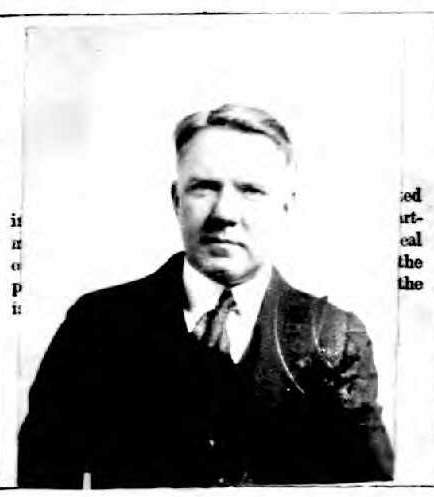
Fields in seinem Pass von 1919

In den 1900er-Jahren erweiterte Fields sein Spektrum um die Schauspielerei, so unter anderem am Broadway. Mit 33 Jahren stand er im „Palace“ in London auf der Bühne und spielte gemeinsam mit Sarah Bernhardt in einer Sondervorstellung im Buckingham Palace. Er wurde am Folies Bergère in Paris engagiert, wo er unter anderem neben einem jungen Charlie Chaplin und Maurice Chevalier spielte. Außerdem war Fields zwischen 1915 und 1921 bei den berühmten Ziegfeld Follies am Broadway als Künstler im Programm. Für ein Jahr gehörte er 1923 auch zur Besetzung des damals hochgelobten Broadway-Musicals Poppy, was ihn zu einem Komikerstar machte. 1925 verfilmte der Regisseur David Wark Griffith das Musical unter dem Titel Sally of the Sawdust, wobei auch Fields zur Besetzung gehörte. Sein Filmdebüt hatte Fields allerdings schon zehn Jahre zuvor gegeben: In dem 15-minütigen Kurzfilm Pool Sharks (1915) konnte er seine exzellenten Billard-Kenntnisse einbringen.

### Filmkarriere
Nachdem Fields Anfang der 1930er-Jahre in die Nähe von Burbank in Kalifornien gezogen war, folgten 37 Filme für Paramount Pictures. Seinen Durchbruch als Filmschauspieler erreichte er 1933 mit International House von A. Edward Sutherland. Im selben Jahr spielte er Humpty-Dumpty in der kommerziell erfolglosen Lewis-Carroll-Verfilmung Alice im Wunderland, in der auch zahlreiche andere Filmstars auftraten. Ein großer Erfolg wurde dagegen die Komödie Das ist geschenkt (1934), in der Fields einen von Familie und Beruf geplagten Familienvater spielt, der mit einer Orangenplantage in Kalifornien sein Glück sucht. Ebenfalls 1934 erschienen noch vier weitere Fields-Filme, darunter You’re Telling Me!, in dem seine Figur – ein erfolgloser Erfinder – unerwartet Hilfe von einer Prinzessin bekommt.
In seinen eigenen Komödien verkörperte Fields zumeist den Part des misanthropischen, etwas nuschelnden Herrn, der von den Tücken des Alltags geplagt wird. Bemerkenswert sind die ungewöhnlichen Rollennamen, die Fields in seinen Komödien trug: Professor Eustance McGargle, Elmer Prettywillie, Augustus Q. Winterbottom, J. Effingham Bellweather, Rollo La Rue, Egbert Sousè („accent grave over the e“), Harold Bissonette („pronounced Bissonay“), Ambrose Wolfinger, Larson E. Whipsnade, Cuthbert J. Twillie oder T. Frothingill Bellows. Die Namen wurden von ihm selbst ausgesucht, seiner Aussage nach aber stets erst an den Auftrittsorten gelesen. Auch viele Nebenrollen in seinen Filmen trugen illustre Namen, beispielsweise die Countess Maggi Tubbs DePuizzi (von Fields als „Countess DePussy“ angesprochen) in Poppy (1936). Fields’ Leinwandfigur liegt ständig mit seinen oftmals unsympathischen Mitmenschen im Streit, fast immer denkt seine Figur an sich selbst. Auf der Leinwand lebte Fields einen leidenschaftlichen Hass aus gegen – unter anderem – Kinder, Familien, Hunde, Geschäftsleute und Weihnachten; dagegen sind seine Figuren meist nur von wenigen Dingen angetan, etwa von schönen Frauen und vor allem vom Alkohol. Seine Leinwandfigur beschrieb Fields 1937 in einem Magazin so:

„Sie hörten doch die alte Legende, dass der kleine, ausgenutzte Mann die Lacher bekommt; dagegen bin ich der kampflustigste Typ auf der Leinwand. Ich will jeden umbringen. Aber zur selben Zeit habe ich auch Angst vor jedem, ich bin also nur ein großer, dicker, verängstigter Tyrann. Ich war der erste Komiker in der Geschichte, wie sie mir sagten, der mit Kindern streitet und kämpft. Ich habe Baby LeRoy [einem Kleinkind-Schauspieler der 1930er-Jahre] einen Fußtritt gegeben … dann, in einem anderen Film, schlug ich einen kleinen Hund. Aber beide Male waren die Sympathien auf meiner Seite. Die Leute wissen nicht, was das widerspenstige Baby vielleicht macht, und sie denken, dass der Hund mich vielleicht beißt.“

In MGMs aufwendiger Literaturverfilmung David Copperfield spielte Fields 1935 den gutmütigen, aber in Geldsachen notorisch verschwenderischen Mr. Micawber. Er übernahm die Rolle nach einigen Drehtagen von dem erfolglosen Charles Laughton. Trotz Anweisungen von Regisseur George Cukor weigerte sich Fields konsequent, seinen amerikanischen Akzent für die britische Figur abzulegen. Nach der Veröffentlichung des Films erhielt Fields dennoch hervorragende Kritiken, Andre Sennwald von der New York Times sah Fields sogar als „geistigen Nachfahren“ von Mr. Micawber. Filmhistorikern zufolge war David Copperfield der einzige Film, in dem er so agierte, wie es das Drehbuch vorschrieb und er nicht spontan vor der Kamera improvisierte. Bei MGM wollte man ihn später ebenfalls für die Titelrolle im Filmklassiker Der Zauberer von Oz (1939) besetzen, doch hierzu kam es nicht. Die Gagenforderungen von Fields erschienen offenbar dem Studio zu hoch, nach einer anderen Anekdote soll er die Rolle abgelehnt haben, da er dem Projekt einen Misserfolg prophezeite.
Ab 1936 plagten Fields zunehmend gesundheitliche Probleme, erst 1938 konnte er mit The Big Broadcast of 1938 auf die Leinwand zurückkehren. Dies war zugleich sein letzter Film für Paramount. Bei seinen folgenden Filmen war er stattdessen bei Universal Pictures angestellt. Sein erster Film dort war You Can’t Cheat an Honest Man von 1939. Zwei seiner größten Filmerfolge feierte er 1940 bei Universal: neben Mae West in der frivolen Komödie Mein kleiner Gockel und in der Titelrolle in Der Bankdetektiv (1940), einem seiner heute bekanntesten Filme. Während dieser Zeit trat er außerdem im Radio mit improvisierten Dialogen in den Charlie-McCarthy-Radiosendungen von Edgar Bergen auf. Bei Universal brachte sich Fields zudem noch mehr als bei Paramount in der Rolle des Drehbuchautors ein, jedoch waren viele seiner Ideen so exzentrisch, dass sie vom Studio nicht angenommen wurden. Bei Never Give a Sucker an Even Break (1941) sicherte er sich nach langen Streitereien mit Universal eine fast vollständige künstlerische Kontrolle über den Film. Das fertige Ergebnis erzürnte Universal Pictures und war eine Komödie voller surrealer Komik und kritischer Anspielungen auf das Hollywood-Geschäft. „In die abstruse Handlung packte Fields noch einmal all die oft erprobten Gags. Er betrügt und wird betrogen, er jagt nach Schnaps, Geld und Erfolg, und hin und wieder fällt ihm auch einmal ein Felsbrocken auf den Kopf.“
Never Give a Sucker an Even Break (1941) war Fields’ letzte Hauptrolle in einem Film. Danach zog er sich weitgehend aus dem Showgeschäft zurück. Bis zu seinem Tod übernahm er nur noch Gastrollen in einigen Spielfilmen und hatte gelegentliche Auftritte in Radioshows.

#### Tätigkeit hinter der Kamera
Bei vielen seiner Filme fungierte Fields auch als Drehbuchautor im Hintergrund und entwickelte die meisten seiner Gags. Im Filmvorspann wollte er sich für diese Tätigkeit aber nicht erwähnen lassen, stattdessen versteckte er sich im Vorspann unter Pseudonymen wie „Charles Bogle“ oder „Mahatma Kane Jeeves“. Bei Man on the Flying Trapeze war er 1935 ohne Nennung im Vorspann auch als Regisseur tätig, als sich der alkoholkranke Regisseur Clyde Bruckman überfordert zeigte und entlassen werden musste.

## Privatleben

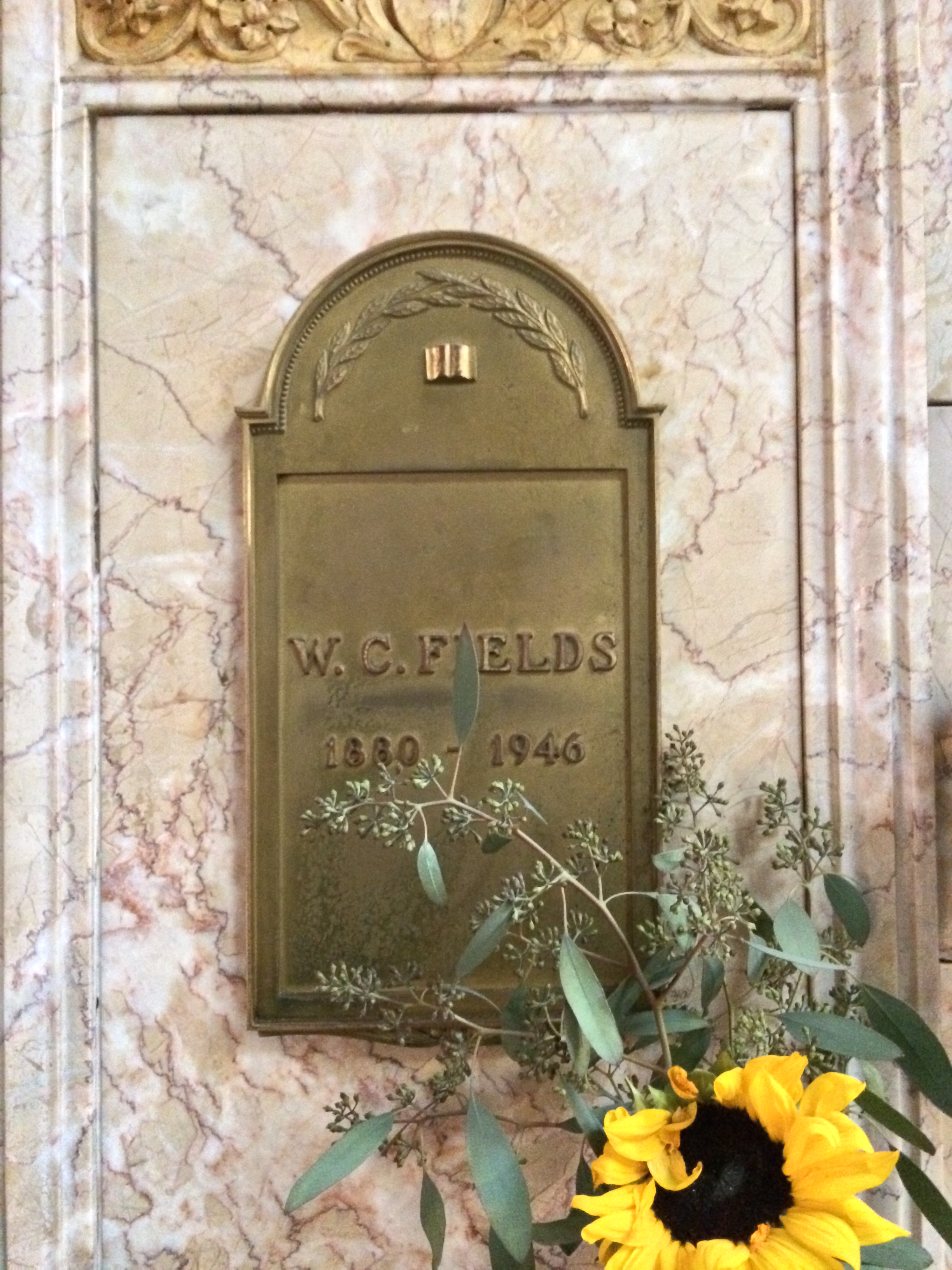
Grabnische von W. C. Fields im Forest Lawn Memorial Park in Glendale

Am 8. August 1900 heiratete Fields die Künstlerin Harriet Hughes, seine damalige Partnerin bei den Jongleur-Auftritten. 1904 wurde ihr gemeinsamer Sohn William Claude Dukenfield Jr. geboren. Zwar blieben Hughes und Fields bis zu seinem Tod im Jahr 1946 verheiratet, allerdings lebten sie bereits ab 1908 getrennt. Mit seiner Ehefrau blieb er jedoch weiterhin in Kontakt, und er unterstützte seine Familienangehörigen mit beträchtlichen Geldsummen. Fields hatte ebenfalls einen unehelichen Sohn, William Rexford Fields Morris (1917–2014), mit seiner Geliebten Bessie Poole. Seine letzte Lebensgefährtin Carlotta Monti (1907–1993) traf er 1933, sie blieben bis zu seinem Tod zusammen. Monti übernahm auch kleinere Rollen in einigen seiner Filme. Er verstarb am Heiligabend 1946 im Alter von 66 Jahren an einer Magenblutung und wurde auf dem Forest Lawn Memorial Park Cemetery in Glendale, Kalifornien, beigesetzt.
In Fields’ Filmen spielte der Alkohol eine wesentliche Rolle (er wurde selten ohne einen Drink in der Hand gefilmt) und er war für zahlreiche Alkohol-Zitate bekannt wie „Man sollte immer eine kleine Flasche Whisky dabeihaben für den Fall eines Schlangenbisses, zudem sollte man immer eine kleine Schlange dabeihaben.“ Von seinen Schauspielerkollegen konnte sich jedoch niemand erinnern, dass er während der Filmarbeit wirklich einmal betrunken gewesen wäre. Privat hatte er jedoch besonders in späteren Jahren Probleme mit Alkoholismus. Legendär war auch seine Angst vor Diebstählen und sein Misstrauen gegen Bankiers: Fields lagerte kleinere Beträge im Gesamtwert von mehreren 100.000 US-Dollar auf unzähligen Banken quer durch die USA und verließ nie mit größeren Geldbeträgen sein Haus.
Der Komiker galt als Atheist und war für seine liberalen Ansichten bekannt. Mit seinem Testament wollte er das „W. C. Fields College for Orphan White Boys and Girls, where no religion of any sort is to be preached“ („W. C. Fields College für weiße Waisenjungen und -mädchen, wo keine Religion gepredigt werden soll“) gründen. Dies wurde jedoch nicht realisiert, da seine Ehefrau Harriet das Testament nach seinem Tod erfolgreich angefochten hatte. Die oftmals vorgetragene Behauptung, er hätte wie seine misanthropischen Filmfiguren auch im echten Leben Kinder gehasst, wird inzwischen von Biografen als falsch angesehen.

## Postume Würdigungen
Im Jahr 1976 wurde unter dem Titel der Bestseller-Biografie der Schauspielerin Carlotta Monti, W. C. Fields and Me, ein Teil des Lebens von Fields mit Rod Steiger in der Hauptrolle verfilmt. Monti war die letzten 14 Jahre als Geliebte an Fields Seite. Das Filmskript wurde jedoch von einem Rezensenten der New York Times verrissen. Hauptdarsteller Rod Steiger sei dem misanthropischen Komödianten überhaupt nicht gerecht geworden und habe all seinen Text in einem monotonen Singsang eines drittklassigen Nachtclub-Comedians vorgetragen. Die Filmmusik schrieb einer der bekanntesten US-amerikanischen Komponisten, Henry Mancini.
Aus Anlass seines 100. Geburtstages erschien am 29. Januar 1980 in den USA eine 37-Cent-Gedenkbriefmarke für ihn in der „Performing-Arts-and-Artists“-Serie. Er erhielt außerdem einen Stern auf dem Hollywood Walk of Fame bei der Adresse 7000 Hollywood Boulevard.

## Filmografie
- 1915: Pool Sharks
- 1915: His Lordship’s Dilemma
- 1924: Das Heldenmädchen von Trenton (Janice Meredith)
- 1925: Sally vom Jahrmarkt (Sally of the Sawdust)
- 1925: Die Tat ohne Zeugen (That Royle Girl)
- 1926: It’s the Old Army Game
- 1926: So’s Your Old Man
- 1927: The Potters
- 1927: Running Wild
- 1927: Two Flaming Youths
- 1928: Tillie’s Punctured Romance
- 1928: Fools for Luck
- 1930: The Golf Specialist
- 1931: Her Majesty, Love
- 1932: Beine sind Gold wert (Million Dollar Legs)
- 1932: Wenn ich eine Million hätte (If I Had a Million)
- 1932: The Dentist
- 1933: The Fatal Glass of Beer
- 1933: The Pharmacist
- 1933: Hotel International (International House)
- 1933: The Barber Shop
- 1933: Tillie and Gus
- 1933: Alice im Wunderland (Alice in Wonderland)
- 1934: Sechs von einer Sorte (Six of a Kind)
- 1934: Sie hat ein Herz für mich! (You’re Telling Me!)
- 1934: Die gute alte Zeit (The Old Fashioned Way)
- 1934: Mrs. Wiggs of the Cabbage Patch
- 1934: Das ist geschenkt (It’s a Gift)
- 1935: David Copperfield
- 1935: Mississippi
- 1935: Man on the Flying Trapeze
- 1936: Poppy
- 1938: The Big Broadcast of 1938
- 1939: Ehrlich währt am längsten (You Can’t Cheat an Honest Man)
- 1940: Mein kleiner Gockel (My Little Chickadee)
- 1940: Der Bankdetektiv (The Bank Dick)
- 1941: Gib einem Trottel keine Chance (Never Give a Sucker an Even Break)
- 1944: Follow the Boys
- 1944: Song of the Open Road
- 1944: Sensationen für Millionen (Sensations of 1945)